# بيير برونيه (متزلج على الجليد)
بيير إميل إرنست برونيه (28 يونيو 1902 - 27 يوليو 1991) لاعب تزلج على الجليد فرنسي، فاز مع زوجته أندريه برونيه بميداليات أولمبية في أعوام 1924 و 1928 و 1932 ، بالإضافة إلى أربعة ألقاب عالمية بين عامي 1926 و 1932 في التزلج الثنائي. كما تنافس في تزلج فردي وفاز باللقب الوطني في 1924-1931 وانتهى من المركز الثامن في دورة الألعاب الأولمبية الشتوية لعامي 1924 و 1928.